# 京都府立南陽高等学校・附属中学校
京都府立南陽高等学校・附属中学校（きょうとふりつ なんようこうとうがっこう・ふぞくちゅうがっこう、英語表記：Kyoto Prefectural Nanyo Junior/Senior High School）は、京都府木津川市兜台に所在する公立高等学校・中学校。

## 概要
府立高校の中でも比較的新しい学校だが、山城通学圏の中では最も進学実績の良い進学校と位置づけられる。普通科に加えて、専門学科のサイエンスリサーチ科を設置している。
奈良県に程近い、京都府最南端の高等学校である。この地域は関西文化学術研究都市（学研都市）に位置し、国立国会図書館関西館に代表される研究施設や、学校が多く見られる。
公式マスコットキャラクターであるくまなんは、生徒によって作られ、鼻が校章になっていることが特徴である。
また、2021年には生徒会本部によって南陽高校公式Instagram"kumanan_kyoto"が開設した。

## 設置学科

### 高等学校
普通科（全日制課程、4クラス）
- 難関国公立大学・私立大学への進学を目指す学科。クラス数、国公立大学の合格者数ともに7割以上を占めている。7時間授業（1コマ50分）は週4回。2年生から文系・理系に分かれる（1年生は共通コース）。総合探求の時間では、年間を通じて研究活動を行う。3年生からは7限授業を自身で決定するゼミ方式をとっている。

- かつて、南陽スタンダード（NS、旧第I類を継承したコース）と南陽アドバンス（NA、旧第II類を継承したコース）が存在したが、クラス内での切磋琢磨を促すために2014年度入学生よりフラット化され、普通科の学力別クラス編成は存在しなくなった[7]。

サイエンスリサーチ科（全日制課程、2クラス）
- 学習内容を応用し、探究活動（テーマを決めて研究・発表するゼミ形式の「サイエンス」など）を行うことを特色とした学科[8]。理系だけでなく、文系進学にも対応したカリキュラムが組まれている（2年生から自然科学充実コースと人文・社会科学充実コースに分かれる。）[1]。中高一貫コースの生徒も内部進学後はサイエンスリサーチ科所属となるが[9][10]、学習進度が異なるため、高校からの入学生とは3年間別のクラス（一部の実技教科やゼミ形式の授業などを除く）で編成される予定。

### 附属中学校
中高一貫コース（高校は全日制課程、1クラス、2026年入学生から2クラス）
- 京都の府立高校で4校目（公立高校としては5校目）の附属中学校として、2018年4月に開校した[9][12]。週3回の7時間授業を活用して高校の先取り学習を行い、学研都市の研究施設とも連携した探究型の「総合的な学習の時間」（Da Vinci=ダ・ヴィンチ）や英語教育（TOEFL CHALLENGEなど）が充実した教育内容が特徴である[10][13]。
- 具体的な活動例として「シシャモの卵はいくつ？」というテーマのもとグループごとに仮説を立て実験・分析をし、発表を行った。加えて、中学二年次にはイングリッシュキャンプが予定されている[14]。

- 中学校の部活動
  - 文化系の部活では全ての部活に参加できるが、体育系では一部の部活には参加することができない。

- 学問に関するコンテストに参加する。
  - 科学の甲子園ジュニア　
  - 科学の甲子園
  - 国際コンテスト 他

## 沿革

### 学校の創立
平城・相楽ニュータウンの京都府域（相楽ニュータウン）が1986年春に街開きしたのに伴い開校した、48番目の府立高校である。1966年に作成された相楽ニュータウンの基本計画（現在の道路区画とは異なる）では線路沿い（現在の相楽台2丁目付近）に高校の用地が描かれていることから、ニュータウン内に高校を設置する計画は初期の構想段階からあったとされる。
相楽ニュータウンの計画人口は3万人だったが、学研都市に関連した宅地開発は精華・西木津地区（計画人口9800人の光台、同8500人の木津川台、精華台）や木津地区（梅美台、州見台）などでも計画されていて、木津町（当時）・精華町で人口の増加が見込まれた。また地元からも相楽郡に2校目の府立高校の建設を求める声が高まっていた。
京都府から正式に高校の建設計画が発表されたのは1984年9月のことで、翌年の1985年に着工。開校までに約18億円（用地取得費などを含む総額は約42億円）をかけて武道場（格技場）と体育振興施設を除くほとんどの施設が建設された（1970～80年ごろの京都府では、用地買収などの遅れから、1期工事さえも開校に間に合わない事態が続出していて、校舎の全てが完成した状態で開校したのは理想的だった）。
開校時はニュータウンの入居が始まったばかりの状態で、学校の周囲には荒野が広がっていた。開校前の3月末に訪れた教員によると、水が開通していない状態でトイレも使用できなかったという。
南陽高校は1985年に始まった新高校入試制度（通学圏や類型制度の導入などが特徴）に則り、開校当初から普通科第Ⅰ類と第II類（文理系、英語系）を設置した。新制度は画一的な小学区制（1学区1校制度）を廃止してⅠ類の5%（特別活動及び部活動の実績を重視。後に30%まで拡大）、Ⅱ類の30%（1988年から50%、1991年からは100%に拡大）で通学圏内の学校選択を認めるというものであり、学力伸長コースのⅡ類は進学指導にも力を入れることを目指した。中でも、国際性を重視した英語系（英語の授業が他のクラスよりも3年間で6～9単位多い）は府立高校初のコース設定という他校にはない特色も手伝い、1期生は山城地域（英語系のみ当初は山城北通学圏からも受験可能とした）の23中学校から生徒が集まったとされる。
南陽高校では、他にも府立高校で先駆けとなるような取り組みを積極的に行った。その筆頭が京都府立では史上初の「進学校」としての開校であった。同校では生徒数やII類の希望枠が増加したことも相まって、4期生が卒業する頃には国公立大学の現役合格者数が70人前後に達するようになった（かつて進学校と言う概念そのものがなかった戦前の頃には、洛北高校などで京都大学へ多数の進学者を送り出す位置にあったものの、戦後の高校三原則に起因する総合選抜制度導入を柱とした入試制度改革の影響で、当時の京都府では日本の47都道府県で唯一、飛び抜けた進学実績を持つ公立のうち、京都府立による高校での進学校は本校の開校までの間には全く存在しておらず、また京都市立を含めても堀川高校のみであったため、この数値はトップクラスであった）。

### 通学圏の拡大や専門学科の設置
南陽高校の歴史の中で大きな転機となったのは、2004年度入試から実施された通学圏の再編による拡大（山城南通学圏と山城北通学圏の統合）と学校単位で出願する単独選抜への完全移行である。
制度変更後は、これまで英語科のみであった、元山城北通学圏であった宇治市と久御山町が、普通科を含めて全科目の受験が可能となって、両自治体が本格的に南陽高校の通学区域に加わっただけでなく、I類の総合選抜（類単位で決めた合格者を居住地によって各高校に振り分ける制度）が廃止されて通学圏全体からI類、II類を一括して募集できるようになった。
この結果、新制度1期生（2004年度入学生）の出身中学校は、前年度の24校から宇治市と久御山町の中学校の全部を加えた（ただし英語科志望者のみ以前より山城北通学圏に位置する宇治市と久御山町に所在する中学校の受験が可能であったため、前年度以前の記録にもこの両自治体の中学校が記録されている場合もある）32校に増加。同時に入学者の成績上位層が厚くなった。進路面でも制度変更を境にして、国公立大学の現役合格者数が80人前後から120人前後へと増加し、Ⅰ類の3割ほどを占めていた就職や短期大学・専門学校への進学もほとんど見られなくなった（1970年代以降で京都府の公立高校で国公立大学の合格者が3桁に達したのは、1996年～2003年にかけて専門学科を設置した京都府立嵯峨野高等学校、京都市立堀川高等学校、京都市立西京高等学校に続いて4校目。）
また2006年には、府立高校3校（桃山：自然科学科、亀岡：数理科学科、西舞鶴：理数探究科）とともに、府内全域から受験可能な普通科タイプの理数系専門学科「サイエンスリサーチ科」を設置（英語系は2005年に廃止）。理科3科目入試に対応（普通科よりも理数系科目が3年間で10単位ほど多い）するなど進学指導を強化する狙いがあるだけでなく、海外研修や大学・学研都市の研究機関と連携した探究活動をカリキュラムに組み込むことで、大学進学後も見据えた教育内容となった。
2011年には山城通学圏で行われた類型制度の廃止を受け、それまでの普通科Ⅰ類を「南陽スタンダード（NS）」、同Ⅱ類を「南陽アドバンス（NA）」に変更。2014年には単独選抜導入後10年間で学力差が縮小したことやクラス内での切磋琢磨を促して学力の底上げを図る狙いから、普通科の学力別クラス編成が廃止された。
2015年には京都市北区に京都府立清明高等学校が開校し、それまで南陽高校が30年近くにわたって保持していた「最も新しい府立高校」（統廃合による開校を除く）の座を明け渡した。

### 中高一貫教育の導入
2016年9月の京都府議会で南陽高校に中高一貫教育を導入する構想が示された。この構想には、京都府が2004年から中高一貫教育校の設置を積極的に進めていることが背景にあり、山城通学圏にも拡大するにあたって交通の便や進学実績、専門学科を設置していることなどから、南陽高校が対象校に選ばれた。府立高校で4校目（公立高校としては洛北（京都市）、西京（同）、園部（口丹）、福知山（中丹）に続いて5校目）の附属中学校として、2018年4月に開校した。

## 年表
- 1984年9月 - 京都府が新設高校の建設計画を発表[25]
- 1985年8月 - 京都府立山城南地区新設高等学校開設準備室が設置される[58][59]。
- 1985年9月 - 高校名が南陽高校に決まる[60][61]。
- 1985年11月 - 条例により京都府立南陽高等学校が設置される。
- 1985年11～12月 - 校章と制服が決定する[60][62]。
- 1986年4月 - 開校、全日制普通科（第I類・第II類文理系・第II類英語系）を設置する[58]。
- 1988年3月 - 武道場（格技場）が完成[58]。
- 1994年3月 - 体育振興施設が完成[58]。
- 2004年4月 - 学区統合により、山城南通学圏から山城通学圏へ変更[41][42]。総合選抜を廃止して単独選抜へと完全移行[2]。
- 2004年11月 - 南陽高校創立20周年記念事業へ向けたプロジェクトが開始。
- 2005年4月 - 第II類英語系の募集を停止[58]。20周年を迎える。
- 2006年4月 - 専門学科のサイエンスリサーチ科を設置[46][58]。制服、研修旅行先が沖縄から北海道に変更（普通科）。 地元業者による弁当販売開始。
- 2007年3月12日 - 市町村合併に伴い所在地が相楽郡木津町から木津川市に変更となる。
- 2011年4月 - 類型制度を廃止し、名称を「南陽アドバンス（NA）」と「南陽スタンダード（NS）」に変更。[53]SR科2クラス、普通科7クラスの編成となる。
- 2012年4月 - 京都サイエンスネットワーク校に指定。[63]
- 2015年11月 - 30周年を迎える。
- 2017年4月 - 校内に中高一貫校準備室が設置される[13]。
- 2017年9月 - 条例により京都府立南陽高等学校附属中学校が設置される[55]。
- 2018年4月 - 附属中学校が開校[9][55][56][57]。

## 生徒会本部活動
生徒会本部は三役(会長・副会長・書記長)のみ選挙によって選定する。また、書記、会計はそれぞれ2名を定数とする。なお、専門委員は定数を定めない。組織体系として、統括本部下には総務局(総務部・外務部・広報部・法務部)、事務局(書記部・財務部)が設置され、広く生徒自治の学校運営に関わっている。
後援会として2022年10月10日府立なんよう応援会が有志によって発足した。
2021年度には9名の生徒が生徒会本部役員として活動している。この年より2031年までの生徒主体の本校長期的改修案である南陽創成計画が開始した。

関西生徒会連盟(創立メンバー)、京都府生徒会連盟に所属する。

## 部活動
毎年約8割（2015年度が81.8%、2016年度が80.3%）の高校生が何らかの部活動に加入している。男子ソフトボール部となぎなた部はインターハイの常連である。

### 体育系
- 陸上競技部
  - 主な実績は2014年度日本ジュニア出場（全国ランキング9位）など[67]。

- サッカー部（高校のみ）
  - 体育系で最も部員数の多い（2019年度は77人）部である[68]。

- 硬式野球部（高校のみ）
  - 2018年秋から部員不足のため他校（朱雀、農芸、京教大附属）との連合チームで試合に出場していたが[69][70][71]、2019年春からは部員が15人に増加して再び単独チームで試合に出場している[72][68]。

- 男女テニス部
  - 2018年の京都府公立高等学校テニス大会・男子は団体の部で第３位・女子は団体の部で準優勝・個人の部で優勝[73]。

- 男女バドミントン部（高校のみ）
  - 2019年インターハイ女子ベスト16・新人大会男子ベスト16[68]。

- 男女バスケットボール部
  - 2019年の男子の部員は31人、女子の部員は18人である[68]。

- 男子ソフトボール部（高校のみ）
  - 主な実績は、全国総合選抜大会3位入賞、国民体育大会3位入賞など[67]。 2017年のインターハイは3回戦進出[74][75]。

- 女子ソフトボール部（高校のみ）
  - 第71回京都高校総体でブロック優勝

- 男女バレーボール部（高校のみ）
  - 2019年の男子の部員数は22人・女子は20人である[68]。

- 卓球部（高校のみ）
  - 2019年の部員数は男女合計で65人である[68]。

- なぎなた部
  - 地元・木津川市ではなぎなたクラブが存在し[76]、1988年の京都国体の際には中央体育館が競技会場として使用されるなど、なぎなたに対する土壌があったとされる[77][78][79]。その後なぎなたで国体出場歴のある教諭が赴任したこともあり、1996年に創部した[80]。（創部時の顧問は2008年に他校へと異動したが、2015年から同部出身の教諭に代わり[81]、再び南陽高校に赴任して指導を行っている[82]。）実績は1999年～2006年に8年連続インターハイで団体入賞など[80]。男子部員もいる[83][84]。

- 剣道部（高校のみ）
  - 2019年の部員数は24人である[68]。

### 文化系
- 書道部
  - 第24回国際高校生選抜書展（2015年度）書の甲子園入選[85]。
- 吹奏楽部
  - 文化系で最も部員数の多い部である（2019年度は85人）。平日夏季19時、冬期18時30分まで活動。週休日は火曜日。第55回京都府吹奏楽コンクール 高等学校A・B銀賞、第51回京都府アンサンブルコンテスト クラリネット八重奏金賞（7年連続）を受賞するほか、地域の行事やイベントへの出演依頼が多く、2018年度は約20回の公演を行った。また、小学校での芸術鑑賞会や近隣中学校との合同演奏会など広く精力的に活動。[86]。
- 美術部
  - 第32回京都府高等学校総合文化祭美術工芸部門（2015年度）テーマ作品部門「優秀賞」受賞[67]。
- 文芸部
- マジック部
  - 活動日：毎週2回（火曜、木曜）開校1年目に創部した[87][88]。地元の介護施設やイベントなどでマジックショーを行っている[85][89]。テレビや新聞などで紹介されたこともある[64][90]。「マジックショー本番で緊張感を持って見てもらいたい」という狙いから「休み時間にマジックを披露してはいけない」という合意事項がある。マジックは弟子入り制でありマジックの種類が異なると部員同士でもタネを知らない[90]。テーブルマジックからイリュージョンマジック、ジャグリングなどそれぞれの興味のあるものに取り組んでいる。京都府総合文化連盟においては、郷土芸能部門に所属し、第37回近畿高等学校総合文化祭 郷土芸能部門に京都府代表として出場。[91]。
- ESS部
- 自然科学部
- 放送局
  - 2009年、第48回京都府高等学校放送コンテストラジオドラマ部門において第2位。第56回NHK杯全国高校放送コンテストに出場。[92]
  - 2011年、第50回京都府高等学校放送コンテスト創作テレビドラマ部門において第2位。第58回NHK杯全国高校放送コンテストに出場。[92]
  - 2016年、第55回京都府高等学校放送コンテスト創作テレビドラマ部門において「パトロール部がゆく！」が第1位に。第63回NHK杯全国高校放送コンテストに出場。[92]
  - 2017年、木津警察署のパトカーの防犯アナウンスに部員の肉声が採用された[93]。
- 新聞局
  - 校内向けに「南陽新聞」を発行している。活動は平日のみの週3回。
- 伝統文化同好会
  - 競技かるた部門で2009年度に全国高等学校総合文化祭に出場[94]。

## 行事
- 4月：ダブルアップセミナー（中学1年、高校1年）
  - 以前、入学直後にオリエンテーションとして行われた1日研修が、2016年度からダブルアップセミナーと名称を変え、数日間にわたって南陽生としての学習スタイルを確立することを目指す[95]。

- 4月：遠足（高校1、2、3年生）
  - クラスの親睦を目的とし、1年生は、野外炊飯やレクリエーション、2年生は、バーベキューを行い、3年生は、クラスごとに行き先を決定する[96]。
- 5月：生徒会役員選挙（高校生）

- 6月：研修旅行（高校2年生）
  - 海外で自然体験や異文化交流などを行う。行き先は普通科がシンガポール・マレーシア（4泊5日）、サイエンスリサーチ科はオーストラリア（5泊6日）である。普通科の行き先は1998年度までが尾瀬方面（一部の年は白馬岳）[97]、1999～2005年度が沖縄県（英語系はシンガポール）[98]、2006～2016年度は北海道だったが、2017年度から海外に変更された。

- 9月：文化祭
  - 教室企画（高校1年生）や演劇（同2年生）、中庭ステージ（同3年生）などを2日間かけて行う。なお、高校1年生の教室企画では、地域の事業所と連携する[99]。2018年度は、秋田農園とコラボした「ねぎぼうる」が企画、販売され、高校1年生の「地域コラボ」部門で優勝した[100]。
  - 1990年度～2015年度は2月に高校1、2年生のみで実施されていたが、2016年度から再び秋の開催（高校3年生も参加）となった[101]。これは学習面や落ち着いた校風などの伝統は維持しつつ、より楽しい学校生活に進化させることを目指した「堅楽しい」と呼ばれる改革の一環である[102]。2018年度は外部の人が観覧しやすいように金曜日に加え、初めて土曜日に開催された[103]。

- 9月：体育祭
  - 始まりの入場行進には伝統があり、体育祭に向けて体育の授業でも行進練習を行う。それ以外の事前準備は乏しかったが、2015年度から団体競技に特化し、応援団や応援合戦を導入するとともに外部（地元の中学生やその保護者など）への公開が始まった[104]。これも「堅楽しい」取り組みの一部である[104]。

- 10月：英語スピーチコンテスト（高校生）

- 11月：研修旅行（中学3年生）

- 2月：球技大会（高校1、2年生。中学生は4月に実施）
  - キックベース、卓球、ソフトバレーボール、ドッジボールの4種目に分かれて参加する[104]。

- 毎月月曜日：月曜朝礼
  - 毎月月曜日に全校生徒がグラウンドに整列して教諭1名の講話を聞く。

過去に行われていた行事
- 夜間ハイキング（高校1年生）
  - 1986～1994年度に行われていた25～42km程度の山道（ルートは年によって異なるが、JR笠置駅～近鉄奈良駅など）を翌朝まで約8時間懐中電灯を片手に徹夜で歩き続ける行事[105][106]。忍耐力を鍛える狙いがあり、新設校の珍しい行事として新聞でも取り上げられた[107]。1995年度からは一泊研修（1年生の5月）の1日目に行うようになり[108]、その後ハイキングそのものが廃止された[109]。

- 学習合宿（高校1、2年生）
  - 開校1年目から長期休暇中に泊まり込みで学習合宿が行われていた[110]が、2016年度からは実施されていない。

- マラソン大会（高校1、2年生のみ）
  - 開校以来、毎年2月に木津川の堤防（1986年度など一部の年は学校の周辺道路。距離は男子20km、女子15km）で行われていたが、2012年度を最後に廃止となった[111]。
  - 実際は体育の授業で「持久走大会」という名で約10km弱を走る。上位者には表彰もある。

## 独自の試み
- 南陽クラブの実施
  - 地元の小中学生を学校に招いて体験入部してもらう取り組みである[80]。なぎなた部と男子ソフトボール部が2012年度から本格実施している[112]。

- 保育所の絵本の修復
  - 図書委員が2015年の2学期に「いけたに保育園」（精華町桜が丘3丁目）の傷んだ本や図鑑を預かり、修復する作業を行った[113]。委員会活動と地域貢献を兼ねた活動である[113]。

- 期日前投票所の設置
  - 2016年7月7日午後、選挙権が18歳に引き下げられた第24回参議院議員通常選挙（同年7月10日投開票）の期日前投票所が1階の多目的室に設置された[114][115][116][117]。生徒や地域の人の利便性を確保する狙いがあるだけでなく、生徒が政治を身近に感じるようになる教育上の効果や地域の人に学校をPRする場になる効果も期待された[115][116]。

- 通知票の担任所見欄の廃止
  - 教員の長時間労働を是正するため、2018年度から通知票の担任所見欄を廃止した[118]。

- 近隣の中学校での出前授業
  - 2018年の1学期に生徒3人が身近な物を使って数学の問題を考える授業プログラムを考案し、近隣の中学校で出前授業を行った[119]。

- くまなん体操の考案
  - 南陽高校の公式マスコットキャラクター「くまなん」（前述）をモチーフにした「くまなん体操」が2018年9月に発表された[5]。南陽高校が交流を進める「いけたに保育園」（精華町桜が丘3丁目）の園児が楽しめるように考案されたもので、可愛らしい歌と振り付けが特徴である。

- N-CAP（エヌ-キャップ） 生徒が主体的に参加するボランティア団体。オープンキャンパスや、中学校での出前授業、地域イベントの度に召集される[100]。
  - 木津川市商工会議所青年部・加茂支部と協力し、恭仁京跡で開催されるかもまつりで模擬店を出店する。あらかじめ用意されたメニューではなく、生徒自ら出店企画・準備、運営に当たり、平成30年10月27日、28日に開催されたかもまつりではポップコーンを提供した。

- チームガリレオ
  - 難関大学を目指す生徒を結集し、３年間を見通した勉強会を行う集団。[100]

## 施設・設備
施設
- 校舎（A棟、B棟、C棟）
  - 3～4階建ての建物で、他校では見られない切妻屋根が特徴。33学級が収容できる規模で設計された[16]。
  - トイレ設備はA棟のみが洋式トイレでB棟C棟は和式である。
- グラウンド
- 体育館
- 格技場（武道場）[58]
- 体育振興施設[58]
  - グラウンドの入口前にある2階建ての建物で、雨天でも筋力トレーニングなどを行うことが可能。
- 駐輪場
- 自動販売機
  - 昇降口前に2013年3月から設置されている[101][111]。

設備
- 2004年度より、31教室に冷房設備が整備された。
- 職員室前に、質問スペース「Q-スクエア」が設けられている。同スペースは勉強の質問のみならず、教職員と生徒の面談・相談や、生徒の自習の場としても活用されている[120]。

## 象徴
校名
学校名は京都府最南端にあることや、学研都市が発展するように高校・生徒も太陽に向かって伸びてほしいという願いが込められている。
校訓
- 進取
- 敬愛
- 雄健

校歌
校歌は英語科の女性教諭が作詞、芸術科（音楽）の男性教諭が作曲したもので、1、2番に英語の歌詞が登場する。
制服
- 高校
  - ブレザー（チャコールグレー、男女）[123]
  - スラックス（チャコールグレー、男女）[123]
  - スカート（紺ベースのチェック、女子のみ）[123]
  - ネクタイ（男女）[123]
  - リボン（女子のみ）[123]
  - カッターシャツ（ライトブルー、男女）[123]

1986～2005年度入学生は、紺色のブレザーにえび茶色のネクタイ（男女）、鼠色のスラックス・スカートが特徴だった。
- 附属中学校

高校の制服をベースに、一部（カッターシャツなど）を中学生向けにアレンジしたものとなっている。

## 入学試験
高等学校
- 普通科 - 前期選抜（特色系の入試）で30%、中期選抜（一般入試）で70%を募集する[124]。山城通学圏から受験可能。
  - 前期試験は共通学力検査（50点×3教科）と中学校からの報告書（135点）、作文（50点）及び活動実績報告書（50点）の総合点（385点）で合否を決定する。
  - 中期選抜は共通学力検査（40点×5教科）と中学校からの報告書（195点満点）の総合点（395点満点）で合否を決定するが、85%は南陽高校が第1希望第1順位の受験生のみで判定し、残りの15%は他校を不合格になった第2順位の希望者も含めて判定する2ステップ方式を採用している。

- サイエンスリサーチ科 - 前期選抜（適性検査）で100%募集し、個別学力検査（自校作成問題）と中学校からの報告書、作文の総合点で合否を決定する。京都府全域から受験可能。普通科よりも当日の試験の割合が高い。

附属中学校
- 適性をみる検査、面接、小学校からの報告書の総合点で合否を決定する。京都市を除く京都府全域から受験可能。適性をみる検査はI（国語的分野）、II（数学的分野）、III（理科・社会的分野）の3種類（試験時間はそれぞれ50分）に分かれ、小学校の学習指導要領に即した総合問題となっている。

## 統計情報
在校生の出身中学校
2019年度の在校生（981人）の出身中学校を主な市町村別に分類すると、以下の通りである。
- 木津川市：28.9%
- 精華町：21.2%
- 京田辺市：18.8%
- 宇治市：12.1%
- 城陽市：7.3%
- 八幡市：5.0%

中学校別では、木津第二中学校と精華西中学校が1学年に40人程度（3学年の平均値）と最多で、次に多いのが木津南中学校と大住中学校の1学年30人程度、更にその次が田辺中学校の1学年20人程度である。
主な私立高校の受験校
- 京都橘高校（京都市伏見区）[126]
- 大谷高校（京都市東山区）[127]
- 京都産業大学附属高校（京都市下京区）[128]
- 龍谷大学付属平安高校（京都市下京区）[129]
- 立命館宇治高校（京都府宇治市）[130]
- 育英西高校（奈良市）[131]
- 帝塚山高校（奈良市）[132]

進路実績
毎年国公立大学に現役で80人前後合格している。2019年度入試での主な国公立大学合格先は、滋賀県立大学（14人）と京都教育大学（12人）と京都府立大学（11人）（延べ数。現役生のみ）、私立大学の主な合格先は近畿大学（117人）と龍谷大学（104人）と立命館大学（74人）であった。センター試験の受験率は98.7%（2016年度入試）、1年生の平均自宅学習時間は2時間台/日というデータもある。

## 交通
- 木津川市コミュニティバス・南陽高校前より徒歩1分　(南陽通り上)
- 近鉄京都線 高の原駅（急行停車）
  - 徒歩約20分
  - 奈良交通及びきのつバス乗車約5分。
- 近鉄京都線 山田川駅（普通のみ停車）
  - 徒歩約20分（自転車通学不可）
- JR西日本 木津駅
  - きのつバス乗車。（加茂方面からJRの場合、西木津駅から自転車で通学する生徒が多い。）

詳細はを参照。

## 著名な卒業生

### サッカー
- 六車拓也（元サッカー選手、サッカー指導者）
- 土屋明大（サッカー指導者）

### 芸能
- 岡崎体育（歌手）
- 泉原豊（俳優）
- 大倉士門（俳優）[135]

### その他
- 服部裕輔（Sun Asterisk創業者）
- 有村壮央（焼肉ライク創業者・社長）